# Split Predgrađe
Split Predgrađe (česky Split předměstí) je železniční stanice v chorvatském Splitu. Nachází se v městské části Kopilica. 
Stanici provozuje železniční společnost HŽ Infrastruktura. Nejbližšími okolními stanicemi jsou Split a Solin. Kromě dálkových spojů tudy prochází také trasa Splitské příměstské dráhy. 

## Historie
Provoz příměstské vlakové linky na trase Split Predgrađe (Kopilica) – Split (městský přístav) byl za podpory chorvatské vlády zahájen 11. června 2018, čímž začala realizace projektu spojení s vysokorychlostní[zdroj?] Splitskou příměstskou železnicí.

## Popis
S výjimkou úseku Split – Split Predgrađe, kde je provoz dvoukolejný, je trať do Kaštelu Starého o délce 18 km jednokolejná.
Ve směru od Splitu trať kopíruje přirozenou hladinu podél Kaštelského zálivu a rozděluje průmyslovou zónu na splitském předměstí a obytné zóny v Kašteli Sućurac dále přes Solin a Kaštel Sućurac do Kaštelu Gomilica. 
Od podjezdu v Kaštelu Kambelovci začíná trať stoupat do hor až do zastávky Kaštel Stari, kde opouští kaštelanskou konurbaci a pokrčuje dále do stanice Sitno Donje, kde se trať rozděluje na odbočku do Šibeniku a Drniš, která vede dále do Záhřebu.